# Slobozia Mândra (gmina)
Slobozia Mândra – gmina w Rumunii, w okręgu Teleorman. Obejmuje tylko jedną miejscowość Slobozia Mândra. W 2011 roku liczyła 1819 mieszkańców. 